# Кебке, Генрих Иоганн
Генрих Иоганн Кебке (нем. Johann Heinrich Köbke; 1841/2 — после 1917) — купец 2-й гильдии (с 1887 года) и фабрикант, Поставщик Двора Его Императорского Величества, потомственный почётный гражданин, член обширной немецкой колонии Васильевского острова Санкт-Петербурга, член правления лютеранской общины церкви Св. Елизаветы. 
В начале XIX века приехавший в Петербург из Пруссии мастер ткацких дел Цинзерлинг К. М.получил права купца и на участке берега реки Смоленки основал небольшую фабрику по выпуску тесьмы, ленты, шнуров, бахромы и кистей. Дело пошло и он, а затем его наследники, расширили производство и прикупили соседние участки.

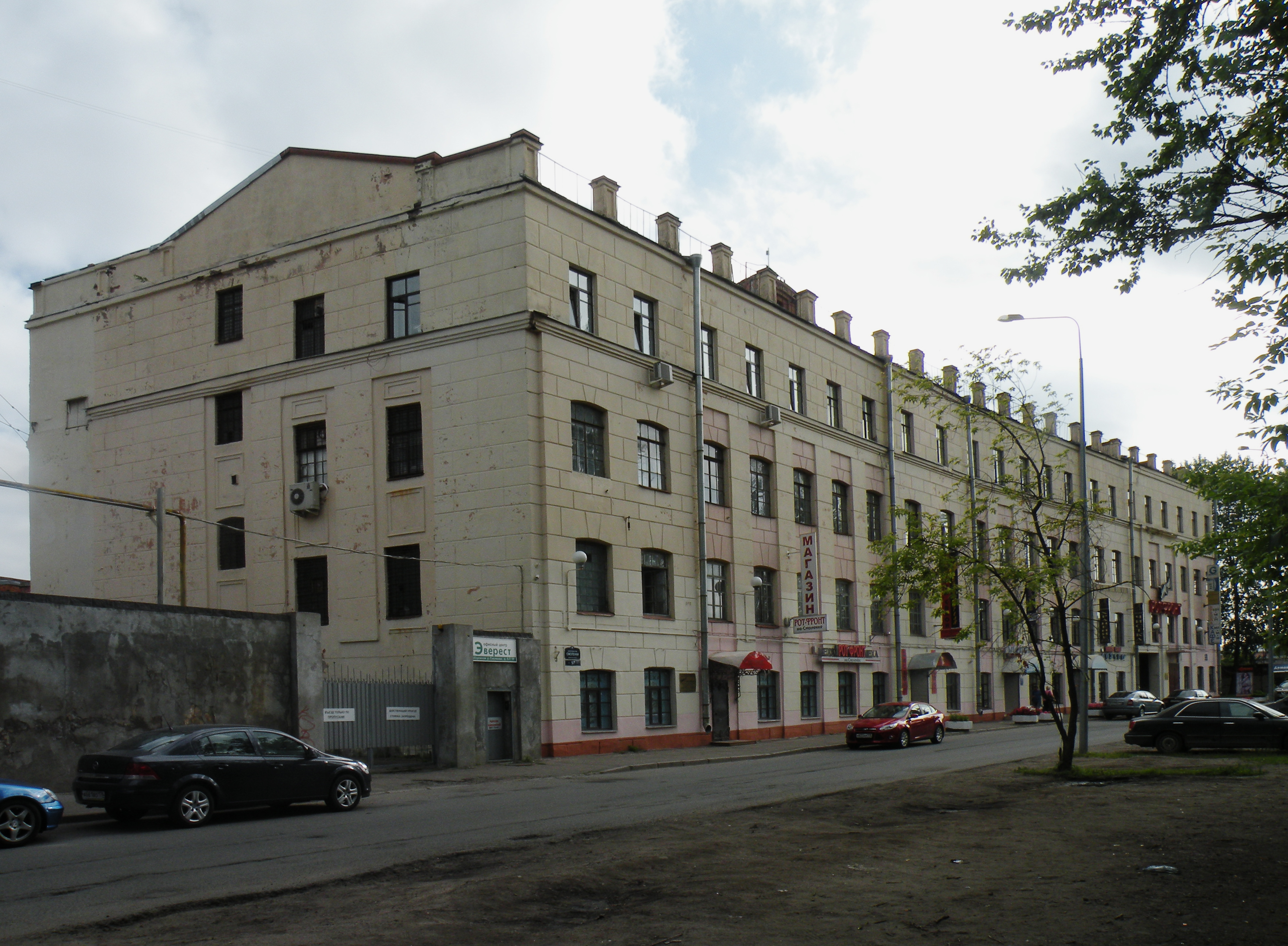
Современный вид здания фабрики

В 1890 году участок земли, занимаемый домами 5,7 и 9 перешёл к новому владельцу, которым стал петербургский купец Генрих Кебке. Он заменил прежние строения и возвёл трёхэтажный производственный корпус. Для строительства им был приглашён техник Фурман Б. Е.
Здесь же был построен и особняк хозяина.
Сюда же Генрих Кебке в порядке расширения выпускаемой номенклатуры товаров перевёл и своё производство, находившееся ранее на Волховском переулке В. О. морского такелажа: парусов, складных спасательных снарядов: лодок и пробковых поясов, а также палаток. Им же выпускались лодки, как гребные, так и моторные, снабжённые бензиновыми и керосиновыми двигателями.
Его продукцию охотно покупало военное ведомство, а также участники разнообразных экспедиций, золотоискатели и путешественники. Особую статью составляли государственные и императорские штандарты императора, императрицы, флаги и брейд-вымпелы цесаревича и великих княгинь, а также сигнальные флаги для флота. В их производстве была использована технология «нелинючих» красок.
После Октябрьской социалистической революции на имеющейся производственной базе было открыто производство меховой фабрики «Рот фронт», для чего здание было надстроено ещё одним этажом